# Réserve naturelle nationale de la forêt d'Erstein
La réserve naturelle nationale de la forêt d'Erstein (RNN98) est une réserve naturelle nationale d'Alsace. La création de la réserve est officialisée par le décret n°89-683 du 18 septembre 1989, elle protège 180 hectares de milieux essentiellement forestiers dans le Bas-Rhin.

## Localisation

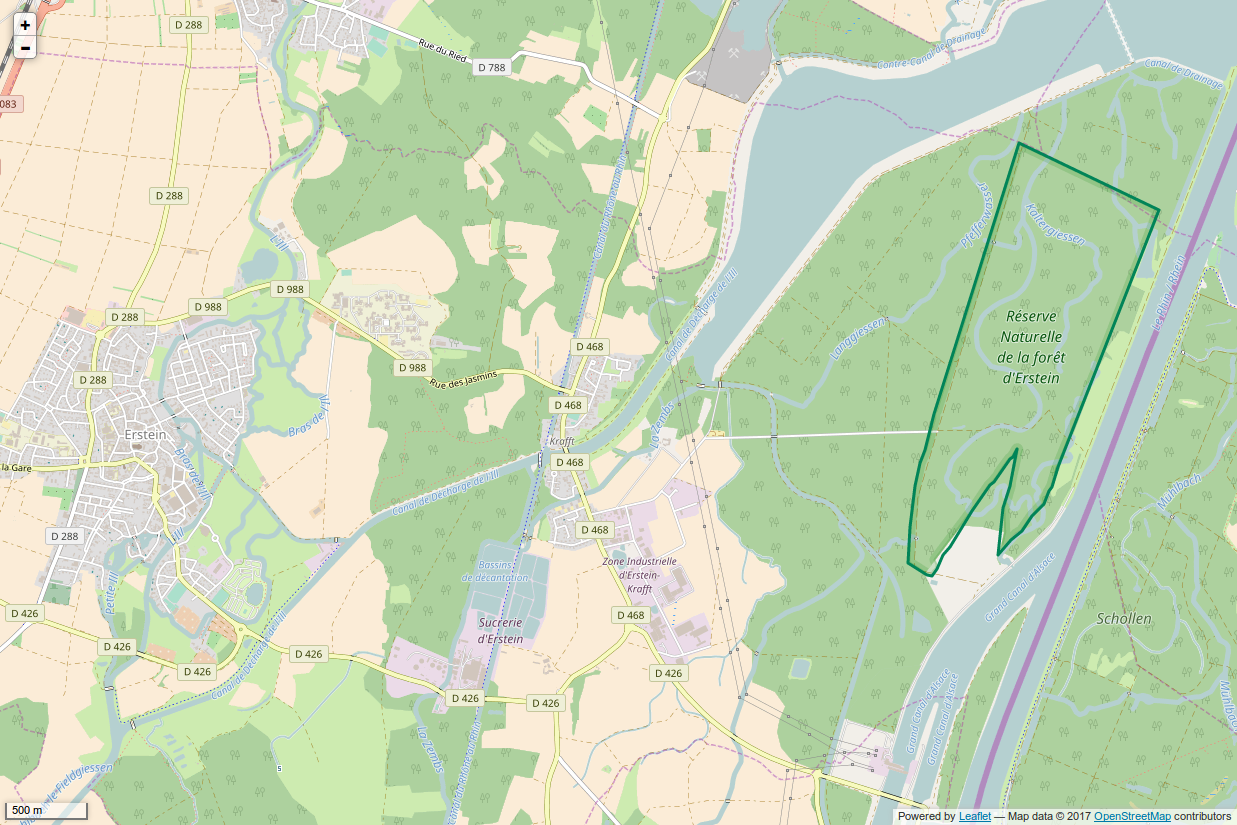
Périmètre de la réserve naturelle.

Située dans l'ancien lit majeur du Rhin, en bordure de son cours actuel et à 15 km au sud de Strasbourg, la réserve naturelle est dans le Bas-Rhin sur la commune d'Erstein. Son territoire presque exclusivement forestier a la forme approximative d'un rectangle d'environ 2 km de long sur 0,8 km de large.

## Histoire du site et de la réserve
Placé sur les terrasses alluviales de type "Koepfe", le site était régulièrement inondé jusque dans les années 1970. La canalisation du Rhin a supprimé ces crues régulières.

## Écologie (biodiversité, intérêt écopaysager…)

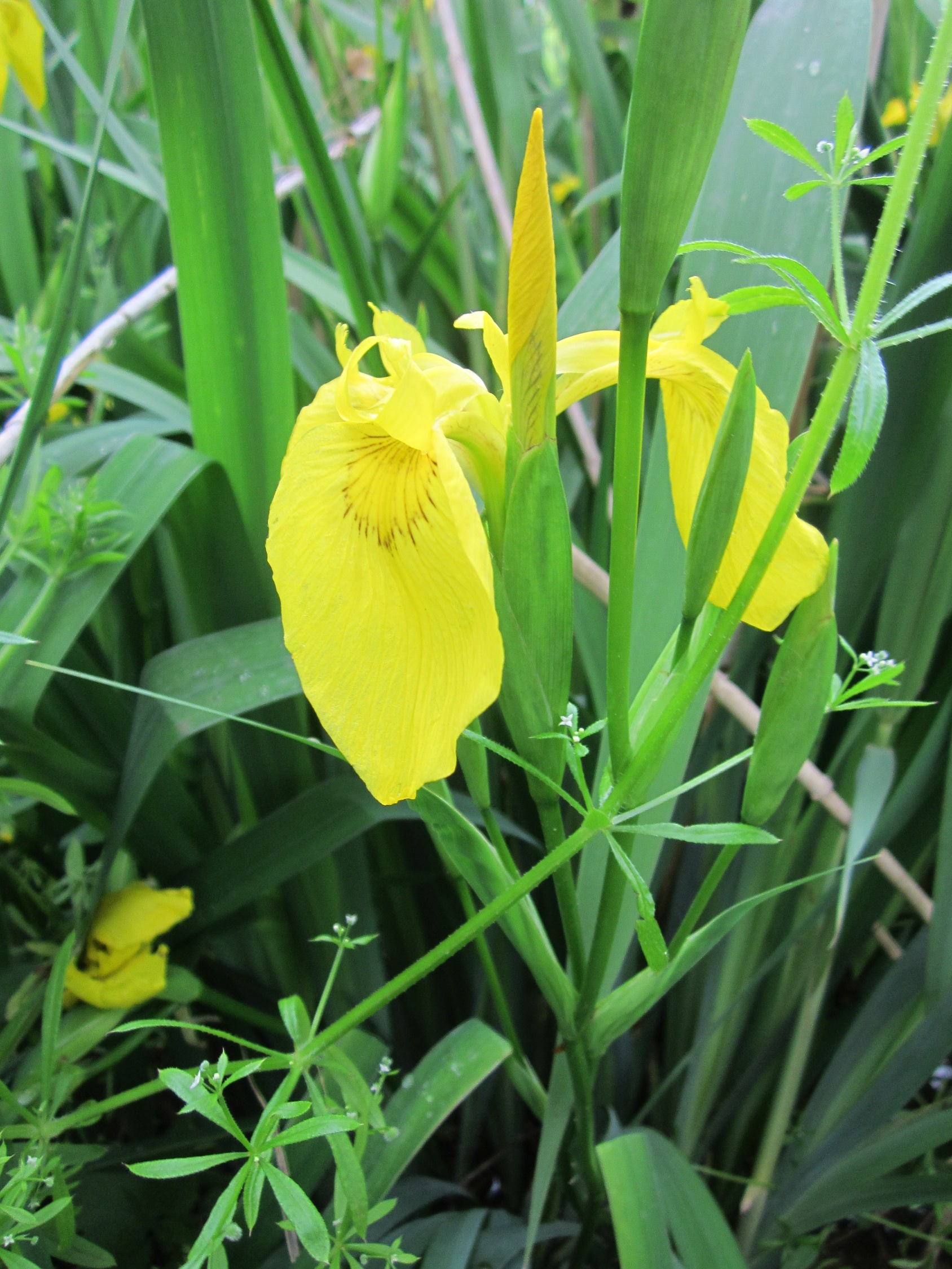
Iris jaune.

La réserve naturelle protège les parties les plus sauvages du massif forestier communal. Elle est parcourue par un dense réseau d'anciens bras actifs du Rhin, les "Giessen" et bénéficie des eaux de crue du fleuve riches en limon, en mai et juin, au moment où le climat est chaud et ensoleillé. Il en résulte une grande diversité de faune et de flore.

### Flore

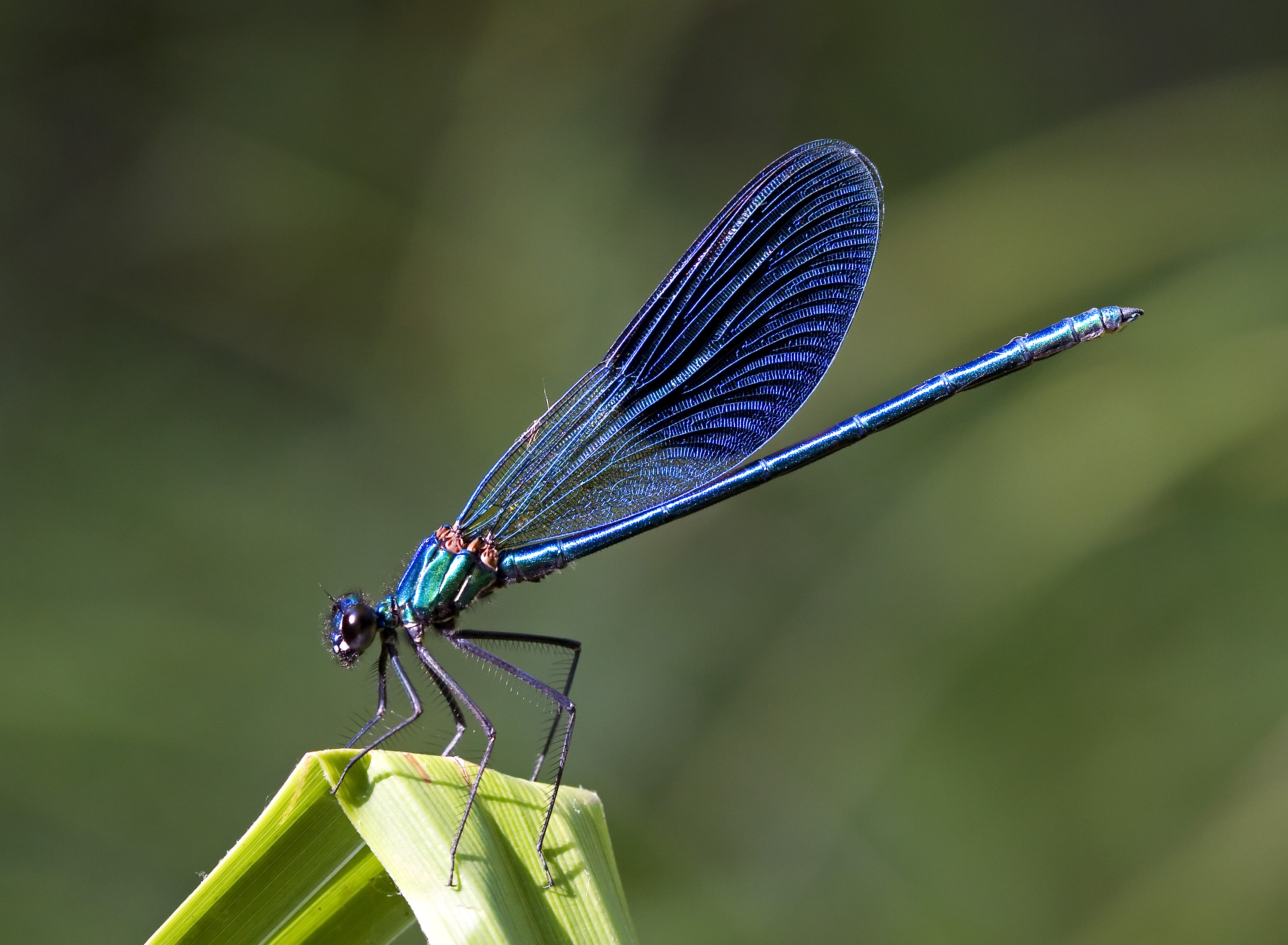
Caloptéryx.

Près de 400 espèces végétales, dont 57 variétés d'arbres et d'arbustes, occupent la réserve naturelle avec souvent des tailles hors-normes. Les boisements sont constitués de Chênes, Ormes, Frênes, Peupliers, Érables, Cornouillers et Saules. En bordure des "Giessen" se développent les Potamots, les Callitriches, les Roseaux et l'Iris jaune.

### Faune
Sur les zones d'eau libre circulent la Foulque macroule, les Fuligules milouin et morillon, les Canards colvert et siffleur, le Grèbe huppé, le Cygne tuberculé. L'exubérance végétale profite aux oiseaux forestiers (Mésanges, Fauvette à tête noire, Sittelle torchepot, Pouillot véloce). Leur densité s'avère deux fois plus importante ici, que dans les forêts de plaine classiques. Les zones humides sont fréquentées par la Rainette arboricole, la Grenouille verte, le Triton alpestre, la Grenouille agile et le Triton crêté. Même stratégie pour une majorité de libellules dont les Calopteryx et l'Agrion de Mercure.

## Intérêt touristique et pédagogique
Des chemins ainsi que la digue des hautes-eaux du Rhin permettent de parcourir la réserve naturelle.

## Administration, plan de gestion, règlement
La réserve naturelle est gérée par le Conservatoire des Sites Alsaciens.

### Outils et statut juridique
La réserve a été créée par un décret du 18 septembre 1989. Par ailleurs, ce massif est classé forêt de protection, par un décret du 22 décembre 1989 sur une superficie de 351,842 5 hectares, et du 13 mai 1996 sur une superficie de 78,745 5 hectares.